# 332
| [ Edytuj tabelę ] |                             |
| Król Aksum        | - 320 Ezana 360             |
| Król Armenii      | - 330 Chosroes II 338       |
| Władca Guptów     | - 330 Samudragupta 375      |
| Władca Korei      | - 331 Kogugwŏn 371          |
| Papież            | - 314 Sylwester I 335       |
| Król Persji       | - 309 Szapur II 379         |
| Cesarz Rzymu      | - 306 Konstantyn Wielki 337 |

Rok 332 / CCCXXXII
stulecia: III wiek ~
IV wiek ~
V wiek

lata: 322 «
327 «
328 «
329 «
330 «
331 «
332
» 333
» 334
» 335
» 336
» 337
» 342

## Wydarzenia
- Europa
  - konstytucja Konstantyna w sprawie kolonów - kolonowie dziedzicznie przywiązani do ziemi - adscripti glebae
  - pokój cesarstwa rzymskiego z Wizygotami

## Urodzili się
- Święta Monika, matka Św. Augustyna (data przybliżona) (zm. 387)